# Ziridava subaequata
Ziridava subaequata är en fjärilsart som beskrevs av Louis Beethoven Prout 1929. Ziridava subaequata ingår i släktet Ziridava och familjen mätare. Inga underarter finns listade i Catalogue of Life.